# Wirydarz abo Kwiatki rymów duchownych o dziecięciu P. Jezusie
Wirydarz abo Kwiatki rymów duchownych o dziecięciu P. Jezusie – zbiór poezji religijnej Stanisława Grochowskiego z 1607, swobodne tłumaczenie pierwszej części cyklu Floridorum libri octo (De puero), autorstwa Jakuba Pontanusa (1542-1626).
Utwory cyklu odwołują się do poetyki Pieśni nad pieśniami, wykorzystując do tematów religijnych konwencję poezji miłosnej. W wierszach ważne miejsce zajmuje motyw szczęśliwego dzieciństwa Jezusa. Autor opisuje zabawy małego Jezusa, zachęca do wspólnego przeżywania szczęścia i osobistej rozmowy z Bogiem. Wiersze zawierają liczne zdrobnienia, toposy, w tym również spoza tradycji chrześcijańskiej (np. porównanie Jezusa do amorka), oraz motywy charakterystyczne dla literatury barokowej (np. dobór rekwizytów szczęśliwości).